# Eurodiaconia
 (août 2019).
Eurodiaconia est un réseau d’églises et d’ONG chrétiennes qui offrent des services sociaux et de santé et luttent en faveur d’une justice sociale. Le secrétariat de l’organisation est situé à Bruxelles, en Belgique. L’organe décisionnel le plus important est l’Assemblée générale annuelle, qui est reçue chaque année en Europe par l’une des organisations membre organisée chaque année par des organisations membres suppléantes en Europe. Ses membres représentent 51 organisations nationales et régionales dans 33 pays et territoires. La mission d’Eurodiaconia est d’œuvrer pour un changement social juste et en profondeur en Europe.Les membres d’Eurodiaconia assurent des services sociaux et des soins de santé de longue durée aux plus démunis,,,. 

## L'histoire

### Travail diaconal
Le mot « diaconia » désigne « service » en grec ancien et signifie, dans le sens biblique, l’amour du prochain.Le travail diaconial remonte au Nouveau Testament et émane traditionnellement de l’Église. Il est généralement considéré comme ‘pratique sociale chrétienne’ qui ne fait pas de distinction entre les chrétiens et les non-chrétiens, mais au contraire qui favorise l’inclusion et la justice sociale. Aujourd’hui, le travail de diaconie est aussi effectué par des ONG indépendantes ou rattachées à l’Église.    
Eurodiaconia a été dûment constituée et enregistrée en tant qu’ONG à Strasbourg, en France, en 1995. En 2008, l’entité juridique a été transférée et enregistrée en Belgique en tant qu’Association Internationale Sans But Lucratif.  
L’organe décisionnel le plus important d’Eurodiaconia est l’Assemblée générale annuelle (AGA).Elle est reçue par l’une de ses organisations membre en Europe. Ceci est organisé par des organisations membres alternatives à travers l'Europe. Chaque année, les membres du réseau décident de la stratégie et du plan de travail pour l’année à venir et discutent toute autre question urgente. En 2019, l’AGA a eu lieu dans la ville d’Édimbourg, en Écosse. Eurodiaconia est enregistrée comme ONG en Belgique et bénéficie d’un soutien financier du Programme de l’Union Européenne pour l’emploi et l’innovation sociale « EaSI » (2014-2020). Les principales sources de revenus d’Eurodiaconia sont les cotisations des membres et contributions et la subvention de fonctionnement de la Commission européenne.Heather Roy est la secrétaire générale actuelle depuis 2008.

## Coopération avec d’autres réseaux à l’échelle européenne

### Social platofrm
Eurodiaconia est membre de la Social Platform : un réseau Européen de sociétés d’organisations civiles qui travaillent dans le secteur tertiaire. 

### Research in Diaconia and Christian Social Practice (ReDi)
Eurodiaconia coopère avec une société internationale engagée dans l’étude et la recherche de Diaconie—ReDi. Faisant partie du réseau, Eurodiaconia participe aux conférences biannuelles, collabore avec d’autres chercheurs et a accès à un journal révisé par des pairs qui couvre un large champ de recherche incluant des évaluations, des analyses contextuelles et des études théologiques, éthiques, empiriques et herméneutiques. 

### Le Réseau européen anti-pauvreté (EAPN)
Eurodiaconia est membre de l’EAPN qui est impliqué dans diverses initiatives combattant la pauvreté et l’exclusion sociale. Le groupe comprend à la foi des ONG et des organisations de citoyens actives dans les États membres européens, ainsi que des organisations actives dans toute l’Europe comme Eurodiaconia,. 

### Social Services Europe
Social Services Europe est un réseau européen de fournisseurs de services sociaux et de santé à but non lucratif. Son objectif est de créer les conditions économiques, sociales et légales favorables pour que les organisations sociales et de soins accomplissent leur travail en Europe, ainsi que pour redresser le manque de données sur les problématiques sociales dans le secteur. Le 1er juillet 2019, Eurodiaconia a assumé la présidence rotative du réseau pour 6 mois, ce qui implique que Eurodiaconia va présider les réunions du Conseil et du groupe de travail général. 